# 瑪麗亞·耶里扎

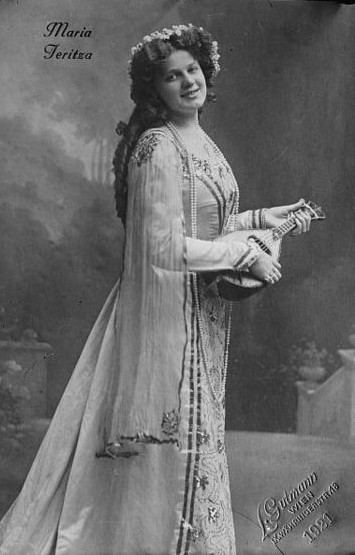
Maria Jeritza

瑪麗亞·耶里扎（Maria Jeritza，1887年10月6日—1982年7月10日），出生於摩拉維亞布爾諾的女高音歌唱家，長期與維也納國家歌劇院（1912年至1935年）和紐約大都會歌劇院（1921年至1932年和1951年）合作。